# فرناندو كاسترو (لاعب كرة قدم)
فرناندو كاسترو (بالإسبانية: Fernando Castro Lozada) (و. 1949  م) هو لاعب كرة قدم، ومدرب كرة قدم كولومبي، ولد في مانيزاليس، مركز لعبه هو مُدَافِع.

## روابط خارجية
- فرناندو كاسترو على موقع قاعدة بيانات كرة القدم.إي يو (الإنجليزية)
- فرناندو كاسترو على موقع ناشيونال فوتبول تيمز (الإنجليزية)
- فرناندو كاسترو على موقع Soccerway.com (الإنجليزية)